# Korallbär

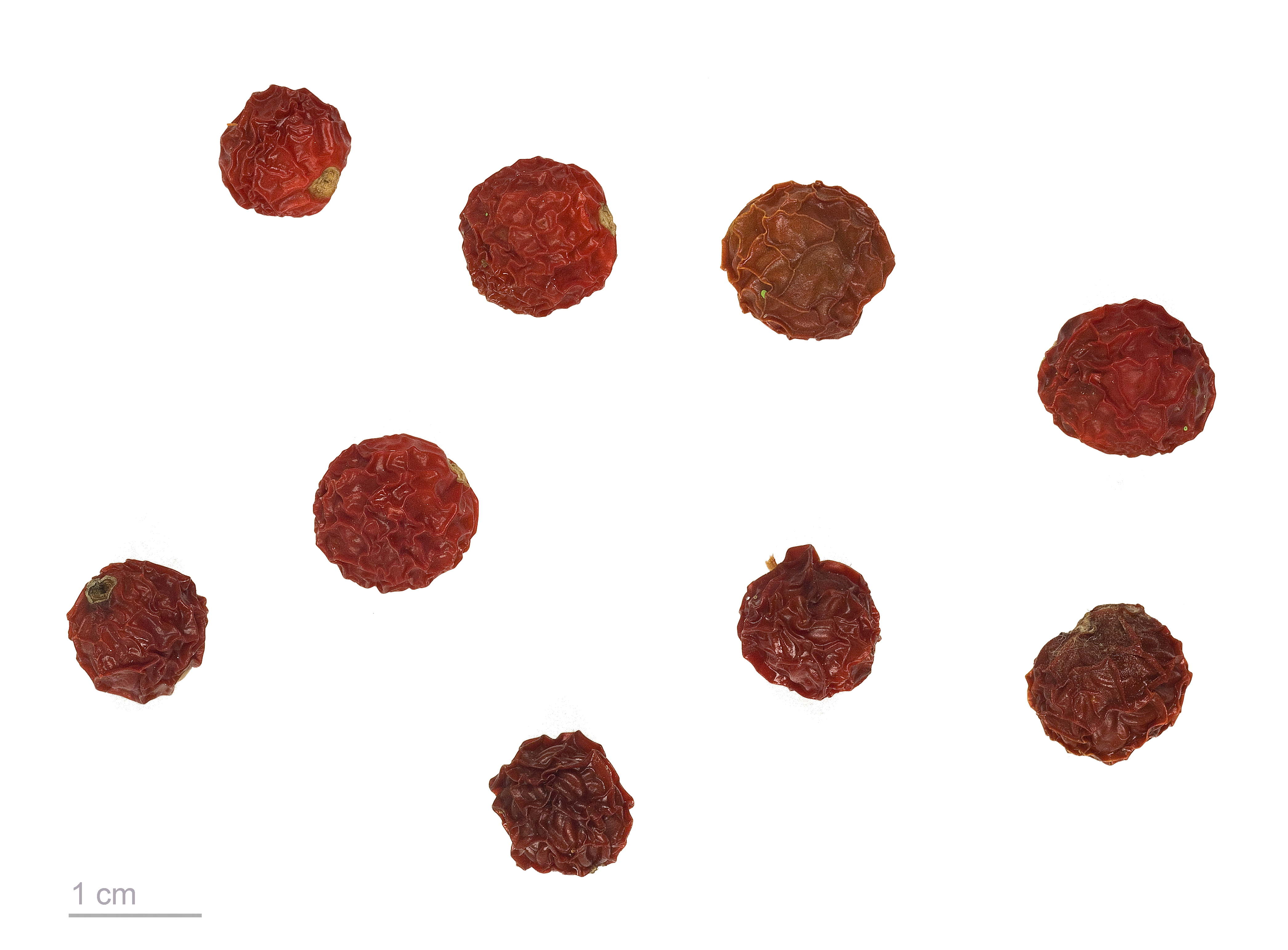
Solanum pseudocapsicum

Korallbär (Solanum pseudocapsicum), även kallad falskt korallbär är en art i släktet skattor. Växten härstammar från Mexiko och sydöstra Brasilien och är naturaliserad på Madeira. Den blir 20-40 cm hög, med vita blommor och runda orangeröda giftiga frukter som liknar körsbärstomater till utseendet. Det är en rumsväxt som kan ställas ut om sommaren.